# العلاقات الجيبوتية السورينامية
العلاقات الجيبوتية السورينامية هي العلاقات الثنائية التي تجمع بين جيبوتي وسورينام.

## مقارنة بين البلدين
هذه مقارنة عامة ومرجعية للدولتين:
| وجه المقارنة                                              | جيبوتي                    | سورينام                        |
| --------------------------------------------------------- | ------------------------- | ------------------------------ |
| المساحة (كم2)                                             | 23.20 ألف                 | 163.27 ألف                     |
| عدد السكان (نسمة)                                         | 956.99 ألف                | 563.40 ألف                     |
| الكثافة السكانية (ن./كم²)                                 | 41.25                     | 3.45                           |
| العاصمة                                                   | جيبوتي                    | باراماريبو                     |
| اللغة الرسمية                                             | لغة فرنسية، اللغة العربية | اللغة الهولندية                |
| العملة                                                    | فرنك جيبوتي               | دولار سورينامي، غيلدر سورينامي |
| الناتج المحلي الإجمالي (بليون دولار)                      | 1.84 مليار                | 3.32 مليار                     |
| الناتج المحلي الإجمالي (تعادل القوة الشرائية) بليون دولار | 3.10 مليار                | 9.07 مليار                     |
| الناتج المحلي الإجمالي الاسمي للفرد دولار أمريكي          | 1.95 ألف                  | 9.48 ألف                       |
| الناتج المحلي الإجمالي للفرد دولار أمريكي                 | 3.27 ألف                  | 16.64 ألف                      |
| مؤشر التنمية البشرية                                      | 0.470                     | 0.714                          |
| رمز المكالمات الدولي                                      | +253                      | +597                           |
| رمز الإنترنت                                              | .dj                       | .sr                            |
| المنطقة الزمنية                                           | ت ع م+03:00               | 00                             |

## منظمات دولية مشتركة
يشترك البلدان في عضوية مجموعة من المنظمات الدولية، منها:
| علم المنظمة | اسم المنظمة                                 | تاريخ انضمام جيبوتي | تاريخ انضمام سورينام |
| ----------- | ------------------------------------------- | ------------------- | -------------------- |
|             | يونسكو                                      | 31 أغسطس 1989       | 16 يوليو 1976        |
|             | وكالة ضمان الاستثمار متعدد الأطراف          | 12 يناير 2007       | 2 يوليو 2003         |
|             | الأمم المتحدة                               | 20 سبتمبر 1977      | 4 ديسمبر 1975        |
|             | مجموعة دول أفريقيا والكاريبي والمحيط الهادئ | ?                   | ?                    |
|             | الاتحاد البريدي العالمي                     | ?                   | ?                    |
|             | البنك الدولي للإنشاء والتعمير               | 1 أكتوبر 1980       | 27 يونيو 1978        |
|             | منظمة التعاون الإسلامي                      | ?                   | ?                    |
|             | منظمة حظر الأسلحة الكيميائية                | ?                   | ?                    |
|             | الاتحاد الدولي للاتصالات                    | 22 نوفمبر 1977      | 15 يوليو 1976        |
|             | مؤسسة التمويل الدولية                       | 1 أكتوبر 1980       | 1 سبتمبر 2011        |
|             | منظمة التجارة العالمية                      | ?                   | ?                    |
|             | منظمة الشرطة الجنائية الدولية               | ?                   | ?                    |

## وصلات خارجية
- موقع وزارة الخارجية السورينامية